# Dallas-Fort Worth Film Critics Association Awards 2005
L'11ª edizione dei Dallas-Fort Worth Film Critics Association, annunciata il 19 dicembre 2005, ha premiato i migliori film usciti nel corso dell'anno.

## Vincitori
A seguire vengono indicati i vincitori, in grassetto.

### Miglior film
1. I segreti di Brokeback Mountain (Brokeback Mountain), regia di Ang Lee
2. Truman Capote - A sangue freddo (Capote), regia di Bennett Miller
3. Good Night, and Good Luck., regia di George Clooney
4. Crash - Contatto fisico (Crash), regia di Paul Haggis
5. Cinderella Man - Una ragione per lottare (Cinderella Man), regia di Ron Howard
6. Syriana, regia di  Stephen Gaghan
7. Orgoglio e pregiudizio (Pride & Prejudice), regia di Joe Wright
8. A History of Violence, regia di David Cronenberg
9. King Kong, regia di Peter Jackson
10. Le tre sepolture (The Three Burials of Melquiades Estrada), regia di Tommy Lee Jones

### Miglior regista
1. Ang Lee - I segreti di Brokeback Mountain (Brokeback Mountain)
2. George Clooney - Good Night, and Good Luck.
3. Bennett Miller - Truman Capote - A sangue freddo (Capote)
4. Peter Jackson - King Kong
5. Paul Haggis - Crash - Contatto fisico (Crash)

### Miglior attore
1. Philip Seymour Hoffman - Truman Capote - A sangue freddo (Capote)
2. Heath Ledger - I segreti di Brokeback Mountain (Brokeback Mountain)
3. David Strathairn - Good Night, and Good Luck.
4. Joaquin Phoenix - Quando l'amore brucia l'anima - Walk the Line (Walk the Line)
5. Russell Crowe - Cinderella Man - Una ragione per lottare (Cinderella Man)

### Miglior attrice
1. Felicity Huffman - Transamerica
2. Keira Knightley - Orgoglio e pregiudizio (Pride & Prejudice)
3. Reese Witherspoon - Quando l'amore brucia l'anima - Walk the Line (Walk the Line)
4. Joan Allen - Litigi d'amore (The Upside of Anger)
5. Charlize Theron - North Country - Storia di Josey (North Country)

### Miglior attore non protagonista
1. Matt Dillon - Crash - Contatto fisico (Crash)
2. Paul Giamatti - Cinderella Man - Una ragione per lottare (Cinderella Man)
3. Jake Gyllenhaal - I segreti di Brokeback Mountain (Brokeback Mountain)
4. George Clooney - Syriana
5. Jesse Eisenberg - Il calamaro e la balena (The Squid and the Whale)

### Miglior attrice non protagonista
1. Catherine Keener - Truman Capote - A sangue freddo (Capote)
2. Michelle Williams - I segreti di Brokeback Mountain (Brokeback Mountain)
3. Rachel Weisz - The Constant Gardener - La cospirazione (The Constant Gardener)
4. Scarlett Johansson - Match Point
5. Amy Adams - Junebug

### Miglior film straniero
1. Paradise Now, regia di Hany Abu-Assad
2. Kung Fusion, regia di Stephen Chow
3. La caduta - Gli ultimi giorni di Hitler (Der Untergang), regia diOliver Hirschbiegel
4. Nessuno lo sa (誰も知らない), regia di Hirokazu Kore'eda
5. Balzac e la piccola sarta cinese (Xiao cai feng ), regia di Dai Sijie

### Miglior documentario
1. Murderball, regia di Henry Alex Rubin e Dana Adam Shapiro
2. La marcia dei pinguini (La Marche de l'empereur), regia di Luc Jacquet
3. Grizzly Man, regia di Werner Herzog
4. Enron - L'economia della truffa (Enron: The Smartest Guys in the Room), regia di Alex Gibney
5. Mad Hot Ballroom, regia di Marilyn Agrelo

### Miglior film d'animazione
1. Wallace & Gromit - La maledizione del coniglio mannaro (Wallace & Gromit: The Curse of the Were-Rabbit), regia di Nick Park
2. La sposa cadavere (Corpse Bride), regia di Mike Johnson e Tim Burton

### Miglior fotografia
1. Rodrigo Prieto - I segreti di Brokeback Mountain (Brokeback Mountain)
2. Emmanuel Lubezki - The New World - Il nuovo mondo (The New World)

### Miglior sceneggiatura
1. Larry McMurtry e Diana Ossana - I segreti di Brokeback Mountain (Brokeback Mountain)
2. Dan Futterman - Truman Capote - A sangue freddo (Capote)

### Russell Smith Award
- Me and You and Everyone We Know per il miglior film indipendente a basso budget